# لويز من هسن-كاسل
لويز من هسن-كاسل (7 سبتمبر 1817 - 29 سبتمبر 1898) كانت ملكة الدنمارك القرينة عند وصول زوجها كريستيان التاسع إلى سدة الحكم في 1863، هي ابنة الأمير فيلهلم من هسن-كاسل وشارلوت الدنماركية شقيقة كريستيان الثامن ملك الدنمارك.